# Гагарин (фамилия)
Гага́рин — очень древняя русская боярская фамилия, которая ведёт своё происхождение от нецерковного имени князя Михаила Голибесовского — Гагара. Происходит, вероятно, от слова гагара в первоначальном значении — водоплавающая птица преимущественно тёмной или чёрной окраски с громким голосом. Некоторые гагары издают характерные, напоминающие визгливый смех звуки. В говорах русского языка фиксировались и другие (переносные) значения слова «гагара»: 1) черноволосый, смуглый человек; 2) весельчак, хохотун, зубоскал; 3) неуклюжий человек, с длинной шеей. Переносные значения отмечены в фольклоре (известна поговорка «сумасшедший, как гагара» — имеется в виду неудержимый смех, и пословица «Сколько ни мой гагару, всё чёрная»).
Большинство носителей фамилии ведут своё происхождение от крепостных крестьян князей Гагариных. В 1861 году в ходе отмены крепостного права в России крепостные крестьяне, до тех пор не имевшие права на фамилию, нередко записывались по фамилиям прежних владельцев. Многие тысячи крестьян Смоленской, Рязанской и некоторых других центральных губерний Российской империи стали Гагариными, потому что многочисленные князья Гагарины имели в них значительные владения. Тем не менее, прозвище «Гагара» носили и исторические лица некняжеского сословия, например казанский паломник Василий Гагара в начале XVII века или помещик Перховского погоста Иван Гагара (1500 год).
Крестьянское происхождение и у самого известного носителя фамилии — первого космонавта планеты Юрия Гагарина, родившегося в деревне Клушино Смоленской области. Его отец вспоминал:

Мы, Гагарины, народ весёлый. Поэтому и фамилия у нас такая. Умеем мы посмеяться, стало быть, погагарить, если говорить по-деревенски. А кто людей веселит, за того и мир стоит.

В этом случае происхождение фамилии не связано с крепостным правом.
Среди предков Юрия Гагарина первый носитель фамилии Гагарина — дед космонавта Иван Федоров (Федоров здесь отчество, а не фамилия) по прозвищу Гагара, государственный крестьянин из деревни Конышево.